# Det Angevinske Rige
Det Angevinske Rige (engelsk: Angevin Empire; fransk: Empire Plantagenêt) beskriver de første engelske konger af Huset Plantagenets besiddelser i England og Frankrig i løbet af det 12. og 13. århundrede. Dets herskere var Henrik 2. (regerede 1154–1189), Richard 1. (regerede 1189–1199) og Johan (regerede 1199-1216). Det Angevinske Rige er et tidligt eksempel på en konglomeratstat.
Angevingerne (fra Anjou) af Huset Plantagenet herskede over et område, der dækkede omtrent halvdelen af Frankrig, hele England og dele af Irland og Wales, og havde yderligere indflydelse i store dele af de resterende britiske øer. Riget blev skabt af Henrik 2. som konge af England, hertug af Normandiet, greve af Anjou, såvel som hertug af Aquitanien i sin hustrus ret og flere mindre titler. Selvom deres mest prestigefulde titel var fra England, holdt angevingerne hof primært på kontinentet i Angers i Anjou og Chinon i Touraine.
Huset Plantagenets indflydelse og magt bragte dem i konflikt med kongerne af Frankrig af Huset Capet, som de også skyldte deres feudale hyldest for deres franske besiddelser, hvilket igangsatte en periode med rivalisering mellem de to dynastier. På trods af det angevinske styres omfang blev Henriks søn Johan besejret af Filip 2. af Frankrig i kølvandet på Slaget ved Bouvines. Johan mistede kontrollen over de fleste af sine kontinentale besiddelser bortset fra Gascogne i det sydlige Aquitanien. Dette nederlag satte scene for yderligere konflikter mellem England og Frankrig, der kulminerede med Hundredårskrigen.

## Betegnelsens oprindelse og dens anvendelse
Betegnelsen Det Angevinske Rige er en neologisme, der definerer besiddelserne under følgende monarker af Huset Plantagenet: Henrik 2. og hans sønner Richard 1. og Johan. En anden søn, Godfred 2., hertug af Bretagne, styrede Bretagne og etablerede en separat slægtslinje der. Så vidt historikerne ved, var der ingen grevskablig betegnelse for regionen under angevinsk kontrol. Dog blev der brugt beskrivelser som "vort rige og alt, der er underlagt vores styre, uanset hvad det måtte være". Udtrykket Det Angevinske Rige (Angevin Empire) blev skabt af den britiske historiker Kate Norgate i hendes værk fra 1887, England under Angevin Kings. I Frankrig er udtrykket espace Plantagenet (fransk for "Plantagenet-området") undertiden blevet brug til at beskrive de len, som slægten Plantagenet havde erhvervet.
Anderkendelsen af betegnelsen Det Angevinske Rige markerede en genevaluering af perioden, i betragtning af at både engelsk og fransk indflydelse blev spredt i hele riget i det halve århundrede, som det varede. Selve udtrykket angevinsk er et demonym for beboerne i Anjou og dens historiske hovedstad Angers. Huset Plantagenet nedstammede fra Godfred 1., greve af Anjou, deraf betegnelsen. Demonymet har ifølge Oxford English Dictionary været anvendt siden 1653.
Anvendelsen af betegnelsen rige har skabt uenighed blandt nogle historikere om, hvorvidt udtrykket er nøjagtigt til de rigtige forhold på det tidspunkt. Området var en samling af de lande, der var arvet og erhvervet af Henrik, og det er derfor uklart, om disse områder delte nogen fælles identitet og derfor skulle være udstyres med betegnelsen rige. Nogle historikere hævder, at betegnelsen udelukkende bør forbeholdes Det tysk-romerske Rige, den eneste vesteuropæiske politiske opbygning, der faktisk blev kaldt et rige i sin tid, skønt Alfons 7. af Kastilien havde antaget titlen "kejser af hele Spanien" i 1135. Andre historikere hævder, at Henrik 2.'s rige hverken var magtfuldt, centraliseret eller stort nok til alvor at blive kaldt et rige. Derudover gjorde Plantagenet herskerne aldrig krav på nogen form for kejsertitel, som betegnelsen Det Angevinske Rige forudsætter. Selv om Plantagenet herskerne selv ikke hævdede en kejsertitel, brugte nogle krønikeskrivere, der ofte selv arbejdede for Henrik 2., betegnelsen rige til at beskrive denne samling af lande. Den fineste titel var "konge af England", de andre titler, som hertug og greve af forskellige områder i Frankrig, var fuldstændigt og totalt uafhængige af den kongelige titel og ikke underlagt nogen engelsk kongelig lov. På grund af dette foretrækker nogle historikere betegnelse fællesskab (commonwealth) frem for rige, idet de lægger vægt på, at Det Angevinske Rige mere var en samling af syv fuldstændigt uafhængige, suveræne stater, der løst var bundet til hinanden, kun forenet i kongen af Englands person.

## Geografi og administration
I sit største omfang bestod Det Angevinske Rige af Kongeriget England, Herredømmet Irland, hertugdømmerne Normandiet, Gascogne og Aquitanien  sgrevskab grevskaberne Anjou, Poitou, Maine, Touraine, Saintonge, La Marche, Périgord, Limousin, Nantes og Quercy. Mens hertugdømmerne og grevskaberne blev holdt med forskellige niveauer af vasalforhold til kongen af Frankrig, havde Plantagenet herskerne forskellige niveauer af kontrol over hertugdømmerne Bretagne og Cornwall, de walisiske fyrster, Grevskabet Toulouse og Kongeriget Skotland, selvom disse regioner formelt ikke var dele af riget. Auvergne var også en del af riget i en del af Henrik 2.'s og Richard 1.'s regeringsperioder i deres egenskab af hertuger af Aquitanien. Henrik 2. og Richard 1. fremsatte yderligere krav på Grevskabet Berry, men disse blev ikke fuldstændigt anerkendt, og grevskabet blev tabt helt ved Johans tronbestigelse i 1199.  
Rigets grænser var undertiden velkendte og derfor lette at markere, som f.eks. digerne, der er opført mellem den franske konges domæne og Hertugdømmet Normandiet . Andre steder var disse grænser ikke så klare, især Aquitaniens østlige grænse, hvor der ofte var forskel på de grænser som Henrik 2., og senere Richard I, hævdede, og grænsen, hvor deres effektive magt sluttede.
Skotland var et uafhængigt kongerige, men efter en katastrofal kampagne ledet af Vilhelm 1. af Skotland blev der etableret engelske garnisoner i slottene i Edinburgh, Roxburgh, Jedburgh og Berwick i det sydlige Skotland som bestemt i Falaise-traktaten i 1174.

### Administration og styre
Et kendetegn ved Det Angevinske Rige var dets "polykratiske" karakter, en betegnelse hentet fra en politisk pjece, skrevet af en undersåt i Det angevin Rige: Policraticus af Johannes af Salisbury. Dette betød, at i stedet for at riget blev kontrolleret fuldt ud af den herskende monark, havde han uddelegeret magten til specielt udpegede undersåtter i forskellige områder.  

#### Storbritannien
England var under den mest faste kontrol af alle landene i Det Angevinske Rige, på grund af alderen på mange af de embeder, der styrede landet, og de traditioner og skikke, der fandtes. England var delt i shire med sheriffer i hver til håndhævelse af den loven. En justitiarius blev udnævnt af kongen til at stå i hans fravær, mens han var på kontinentet. Da kongerne i England oftere var i Frankrig end i England, brugte de stævninger oftere end de angelsaksiske konger, hvilket faktisk viste sig at være gavnligt for England. Under Wilhelm Erobrerens styre var angelsaksiske adelige i vid udstrækning blevet erstattet af den anglo-normanniske adel, der ikke kunne eje store områder af sammenhængende land, fordi deres landbesiddelser blev delt mellem England og Frankrig. Dette gjorde det meget sværere for dem at gøre oprør mod kongen og forsvare alle deres lande på én gang. Jarler havde en lignende status i forhold til greverne på kontinentet, men der var ingen hertuger på dette tidspunkt, kun hertugstitler, som kongerne i England havde.  
Wales opnåede gode forhold, forudsat at det hyldede Plantagenet herskerne og anerkendte dem som overherrer. Dog forblev det næsten selvstyrende. Det forsynede Plantagenet herskerne med fodfolk og bueskytter.  

#### Irland
Irland blev styret af Herren over Irland, der havde svært ved at påtvinge sit styre i starten. Dublin og Leinster var angeviske højborge, mens Cork, Limerick og Ulster blev erobret af anglo-normanniske adelsmænd.

#### Frankrig
Alle de kontinentale domæner, som de angevinske konger styrede, blev styret af en seneschal øverst i det hierarkiske system med mindre regeringsembedsmænd som baillis, vicomtes og prévôtes. Dog var alle grevskaber og hertugdomme forskellige i en vis grad.
Storanjou er en moderne betegnelse til at beskrive det område, der består af Anjou, Maine, Touraine, Vendôme og Saintonge. Her styrede prévôts, Anjous seneschal og andre seneschaler. De var baseret i Tours, Chinon, Baugé, Beaufort, Brissac, Angers, Saumur, Loudun, Loches, Langeais og Montbazon . Imidlertid blev de enkelte grevskaber, såsom Maine, ofte administreret af de lokale stormænds embedsmænd snarere end deres angevinske overherrer. Maine var til at begynde med stort set selvstyrende og manglede administration, indtil de angevinske kongerne gjorde en indsats for at forbedre administrationen ved at installere nye embedsmænd, som f.eks. Seneschalen i Le Mans. Disse reformer kom imidlertid for sent for angevingerne, og kun capetingerne kom til at nyde de positive virkninger af denne reform, efter at de havde overtaget området. 
Aquitanien var forskellig i effektiviteten af administration i dets enkelte regioner. Gascogne var en meget løst administreret region. Embedsmænd var hovedsageligt placeret i Entre-Deux-Mers, Bayonne, Dax, men nogle blev placeret på pilgrimsvejen til Santiago de Compostela og også på floden Garonne op til Agen. Resten af Gascogne blev ikke administreret, på trods af at det var et så stort område sammenlignet med andre mindre, veladministrerede provinser. Denne vanskelighed, når det gjaldt administrationen af regionen, var ikke ny - det havde været lige så vanskeligt for de tidligere hertuger af Poitou at cementere deres autoritet over dette område. En lignende tilstand blev fundet i de østlige provinser Périgord og Limousin, hvor der ikke var meget af et kongeligt administrativt system, og hvor praktisk taget ingen embedsmænd opholdt sig. Der var faktisk stormænd, der styrede disse regioner, som om de var "suveræne fyrster", og de havde ekstra magt, såsom evnen til at slå deres egne mønter, noget engelske stormænd ikke havde været i stand til at gøre i årtier. Huset Lusignan blev for eksempel angevingernes rival under Johans styre, da han forsøgte at konsolidere sin magt. Embedsmænd kunne imidlertid være placeret i Poitou på grund af en stor koncentration af borge sammenlignet med resten af Aquitanien.  
Normandiet var den mest administrerede stat i Det Angevinske Rige efter England. Prévôts og vicomter mistede deres autoritet til baillis, der besad både dømmende og udøvende magt. Disse embedsmænd blev indført i det 12. århundrede i Normandiet og skabte en organisation af hertugdømmet svarende til sherifferne i England. Hertugens myndighed var stærkest på grænsen nær den den franske konges domæne.  
Toulouse blev holdt i et svagt vasalforhold af greven af Toulouse, men det var sjældent at han accepterede det angevinske styre. Kun Quercy blev direkte administreret af angevingerne efter Henrik 2.'s erobring i 1159, men det forblev et bestridt område.  
Bretagne var en region, hvor adelsmænd traditionelt var meget uafhængige, og kom under angevinsk kontrol under Henrik 2. og Richard 1.'s regeringstid. Grevskabet Nantes var under den mest faste kontrol. Angevingerne involverede sig ofte i bretonske anliggender, såsom da Henrik 2. arrangerede Conan 4. af Bretagnes ægteskab og indsatte ærkebiskoppen af Dol.

### Økonomi
Det Angevinske Riges økonomi var ret kompliceret på grund af de forskellige politiske strukturer i de forskellige len. England og Normandiet blev administreret godt og ville derfor være i stand til at generere større indtægter end områder såsom Aquitanien. Dette skyldtes, at England og Normandiet husede flere embedsmænd til at opkræve skatter, og i modsætning til Aquitanien var lokale stormænd ikke i stand til at slå deres egne mønter, hvilket gjorde det muligt for de angevinske konger at kontrollere økonomien fra deres administrative base i Chinon. Chinons vigtighed blev vist ved, at Richard indtog Chinon først, da han gjorde oprør mod sin far i 1187, og derefter, da Johan straks skyndte sig til Chinon efter sin brors død.
Penge indsamlet i England blev hovedsageligt brugt til kontinentale sager. På grund af det høje administrationsniveau i England og i mindre grad Normandiet var disse områder de eneste lande, hvor indtægterne var stabile og relativt høje.  
De engelske indtægter varierede fra år til år. Da de finansielle optegnelser begyndte i 1155 til 1156, var Englands årlige indkomst 10.500 £, eller omkring halvdelen af hvad indtægterne havde været under Henrik 1. Dette skyldtes delvis Anarkiet og Kong Stefans svage styre, hvilket resulterede i en svækkelse af kongens myndighed. Efterhånden som tiden gik, forbedredes kongens myndighed, og indtægterne steg følgelig op til et gennemsnit på 22.000 £ om året. I forbindelse med forberedelsen til Det tredje korstog steg indtægterne derefter til over 31.000 £ i 1190 under Richard 1. Mængde faldt igen til 11.000 £ om året, mens Richard var i udlandet. Mellem 1194 og 1198 udgjorde indtægterne i gennemsnit 25.000 £. Under Richards efterfølger Johan svingede indkomsten mellem 22.000 og 25.000 £ fra 1199-1203. For at finansiere til generobringen af Frankrig steg indkomsten til 50.000 £ i 1210, men steg derefter til over 83.000 £ i 1211, før de faldt ned igen til 50.000 £ i 1212. Indtægterne faldt derefter ned til under 26.000 £ i 1214 og derefter videre til 18.500 £ i 1215. De første tre år af Henrik 3.'s regeringstid indbragte i gennemsnit 8.000 £ pga. den skrøbelige situation, som Den første baronerkrig havde skabt i England.  
I Irland var indtægterne temmelig lave med 2.000 £ i 1212. Dog er ikke alle optegnelser overlevet. For Normandiet var der mange udsving i forhold til hertugens politik. De normanniske indtægterne var kun 6.750 £ i 1180, derefter nåede de 25.000 pund om året i 1198, højere end i England. Hvad der var mere imponerende var det faktum, at den normanniske befolkning var betydeligt mindre end Englands befolkning, anslået 1,5 millioner i modsætning til Englands 3,5 millioner. Denne periode er blevet kendt som den "normanniske finansielle revolution" (Norman Fiscal Revolution) på grund af denne stigning i indtægterne.
For Aquitanien og Anjou er der ingen optegnelser bevaret. Det skyldes dog ikke, at disse regioner var fattige; der var store vinmarker, vigtige byer og jernminer.
De franske konger registrerede ikke sådanne indkomster, selvom det kongelige domøne var mere centraliseret under Ludvig 7. og Filip 2. end det havde været under Hugo Capet eller Robert den Fromme. Plantagenet kongernes rigdom blev bestemt betragtet som større.

## Dannelsen af Det angevinske rige

### Baggrund
Greverne af Anjou havde kæmpet for magt i det nordvestlige Frankrig siden det 10. århundrede. Greverne var konstante fjender af hertugerne af Normandiet og Bretagne og ofte den franske konge. Fulko 4. af Anjou gjorde krav på at regere grevskaberne Touraine, Maine og Nantes. Af disse imidlertid viste kun Touraine sig at være effektivt regeret med byggeriet af slottene i Chinon, Loches og Loudun eksempler. Fulko 4. giftede sin søn af samme navn, kaldet " Fulko den Yngre" (som senere skulle blive konge af Jerusalem), med Ermengarde, arvingen til provinsen Maine, og således forenedes det med Anjou gennem en personalunion.  
Mens det angevinske dynastiet med succes havde konsolideret deres magt i Frankrig, havde deres rivaler, normannerne, erobret England i det 11. århundrede. Samtidig i resten af Frankrig var Poitevin Ramnulfiderne af Poitou blevet hertuger af Aquitanien og Gascogne, og greven af Blois, Stefan, far til den senere konge af England, Stefan, blevet greve af Champagne. Frankrig blev delt mellem nogle ganske få adelsslægter.  

#### Anarkiet og spørgsmålet om den normanniske arvefølge
I 1106 havde Henrik 1. af England besejret sin bror Robert Curthose og ophidset hans søn, Vilhelm Clito, som var greve af Flandern fra 1127. Med grundlag i sin fars arv overtog Henrik hertugdømmet Normandiet og Kongeriget England og forsøgte derefter at etablere en alliance med Anjou ved at gifte sin eneste legitime søn Vilhelm til Fulko den Yngres datter Matilde. Imidlertid omkom Vilhelm i katastrofen på det Hvide Skib i 1120.  
For stadig at sikre alliancen giftede Henrik derefter sin datter Matilde med Godfred "Plantagenet", Fulkos søn og arvingt; Henriks undersåtter måtte dog acceptere Matildes arv til Englands trone. Der havde kun været et eksempel med en regerende dronning i middelalderens Europa før Urraca af Kastilien, og det var ikke et opmuntrende fortilfælde. Ikke desto mindre anerkendte ved en ed de anglo-normanniske baroner og prælater i januar 1127 Matilde som tronarving. Den 17. juni 1128 blev brylluppet mellem Matilde og Godfred fejret i Le Mans.
For at sikre Matildes tronbestigelse havde hun og hendes nye mand brug for slotte og støtter i både England og Normandiet, men hvis det lykkedes for dem, ville der være to myndigheder i England: Kongen og Matilde. Henrik forhindrede konflikten ved at nægte at overgive et eneste slot til Matilde, såvel ved at konfiskere land, tilhørende de adelige, som han mistænkte for at støtte hende. I 1135 havde de store stridigheder mellem Henrik 1. og Matilde ført til at adelige, der tidligere var loyale overfor Henrik 1., til at være imod Matilde. I november døde Henrik. Matilde var sammen med sin mand i Maine og Anjou, mens Stefan, bror til greven af Blois og Champagne og Matildes fætter, samt en anden prætendent til den engelske og normanniske trone, var i Boulogne. Stefan skyndte sig til England efter nyheden om Henriks død og blev kronet til konge af England i december 1135.
Godfred sendte først sin kone Matilde alene til Normandiet i en diplomatisk mission for at blive anerkendt hertuginde af Normandiet og afsætte Stefan. Godfred fulgte i spidsen for sin hær og indtog hurtigt flere fæstninger i det sydlige Normandiet. Så skete det så, at en adelig i Anjou, Robert 3. af Sablé, gjorde oprør og tvang Godfred til at trække sig tilbage og forhindre et angreb på sin bagtrop. Da Godfred vendte tilbage til Normandiet i september 1136, var regionen blevet plaget af interne kampe mellem baronerne. Stefan var ikke i stand til at rejse til Normandiet, og situationen forblev uændret. Godfred havde fundet nye allierede med greven af Vendôme og, vigtigst af alt, Vilhelm 10., hertug af Aquitanien. I spidsen for en ny hær og klar til erobring blev Godfred såret og tvunget til at vende tilbage til Anjou igen. Endvidere blev hans hær plaget af et udbrud diarré. Krønikeskriveren Orderic Vitalis fortalte, at "de invaderende styrker måtte løbe hjem og efterlod et spor af skidt efter sig". Stefan ankom til sidst til Normandiet i 1137 og genoprettede orden, men havde mistet meget troværdighed i hans vigtigste støtte Robert af Gloucesters øjne, og så Robert skifte side og støtte Godfred og sin halvsøster Matilde i stedet. Godfred erobrede Caen og Argentan uden modstand, men måtte nu forsvare Roberts besiddelser i England mod Stefan. I 1139 krydsede Robert og Matilde Den Engelske Kanal og ankom til England, mens Godfred fortsatte med at presse på i Normandiet. Stefan blev taget til fange i februar 1141 i Slaget ved Lincoln, som resulterede i hans autoritets sammenbruddet i både England og Normandiet.  
Godfred kontrollerede nu næsten hele Normandiet, men havde nu ikke længere støtte fra Aquitanien, hvor Vilhelm 10. var blevet efterfulgt af sin datter Eleonora, der var blevet gift med Ludvig 7. af Frankrig i 1137. Ludvig var ikke interesseret begivenhederne i Normandiet og England. Mens Godfred befæstede sin normanniske magt, led Matilde nederlag i England. I Winchester blev Robert af Gloucester taget til fange, mens han dækkede Matildes tilbagetog, så Matilde frigav Stefan til gengæld for Robert.  
I 1142 bad Matilde Godfred om hjælp, men han nægtede, da han var blevet mere interesseret i Normandiet. Efter erobringen af Avranches, Mortain og Cherbourg, og Rouen overgav sig til ham i 1144, og han fik derefter salvet sig selv som hertug af Normandiet. I bytte for Gisors blev han formelt anerkendt af Ludvig 7. Godfred hjalp dog stadigvæk ikke Matilde, selv da hun var på randen af nederlag. Efter Godfreds indsættelse som hertug, begyndte der yderligere oprør i Anjou, herunder af Godfreds yngre bror Elias, der krævede Maine. Det var i denne periode med angevinsk uro, at Godfred så droppede titlen som hertug og formelt indsatte sin søn Henrik som hertug af Normandiet i 1150, selvom han stadig dominerede Normans anliggender.  

### Den formelle grundlæggelse af Det Angevinske Rige
Stefan havde ikke opgivet sit krav på Normandiet, fordi det på trods af Ludvig 2.'s anerkendelse af Godfred og senere Henrik i 1151, som hertug til gengæld for overdragelsen af den normanniske region Vexin, syntes muligt at indgå en alliance med Ludvig. Godfred døde i 1151, hvilket gjorde Henrik til hertug af Normandiet og greve af Anjou, samt Toraine og Maine. Ifølge krønikeskriveren Vilhelm af Newburgh tvang Godfreds vasaller efter hans død Henrik til at aflægge en ed om, at han ville overgive Anjou til sin yngre bror, Godfred, hvis han fik Englands krone. Dette var den ældre Godfreds døende ønske, og han havde beordret, at han skulle begraves før Henrik havde lovet det.  
I marts 1152 blev Ludvig 7.'s og Eleonora af Aquitaniens ægteskab annulleret af rådet i Beaugency under påskud af for nært slægtskab. Betingelserne for annulleringen efterlod Eleonora som hertuginde af Aquitanien, men stadig en vasal til Ludvig. Otte uger senere giftede hun sig med Henrik, således blev Henrik hertug af Aquitanien og Gascogne og greve af Poitiers. Nu nægtede Henrik at give Anjou til sin bror, fordi det ville betyde en deling hans land i to. En koalition af Henriks fjender blev dannet af Ludvig 7.: Stefan af England og hans søn Eustace 4. af Boulogne (gift med Ludvig' søster); Henrik 1, greve af Champagne (forlovet med Ludvigs datter ), Robert af Dreux (Ludvigs bror) og Henriks bror, Godfred, som havde indset, at han ikke ville få Anjou.  
I juli 1152 angreb den franske konges tropper Aquitanien, mens Ludvig, Eustace, Henrik af Champagne, og Robert angreb Normandiet. Godfred iværksatte et oprør i Anjou, mens Stefan angreb de angevinske loyalister i England. Flere anglo-normanniske adelsmænd skiftede troskab, idet de forudså en forestående katastrofe. Henrik var ved at sejle til England for at forfølge sit krav på tronen, da hans lande blev angrebet. Han nåede først Anjou og tvang Godfred til at overgive sig. Derefter tog han beslutningen om at sejle til England i januar 1153 for at møde Stefan. Heldigvis blev Ludvig syg og måtte trække sig tilbage fra konflikten, mens Henriks forsvar blev holdt mod hans fjender. Efter syv måneder med kampe og forhandlinger mislykkedes det for Henrik at knække Stefan, men derefter døde Stefans søn Eustace under mystiske omstændigheder, "ramt af Guds vrede." Stefan opgav sin kamp ved at ratificere Winchester-traktaten, der gjorde Henrik til arving under forudsætning af, at hans families landbesiddelser England og Frankrig var garanterede, de samme betingelser, som Matilde tidligere havde afvist efter hendes sejr i Lincoln. Henrik blev Kong Henrik 2. af England efter Stefans død den 25. oktober 1154. Derefter blev spørgsmålet igen aktuelt om Henriks ed om at afstå Anjou til sin bror Godfred. Henrik modtog en dispensation fra Pave Hadrian 4. under påskud af at eden var påtvunget ham, og han foreslog en kompensation til Godfred i Rouen i 1156. Godfred nægtede og vendte tilbage til Anjou for at gøre oprør mod sin bror. Godfred kan have haft et stærkt krav, men hans position var svag. Ludvig ville ikke blande sig, da Henrik hyldede ham for sine kontinentale besiddelser. Henrik knuste Godfreds oprør, og Godfred måtte være stille sig tilfreds med en årlig pension. Det Angevinske Rige var nu dannet.  

## Udvidelser af Det angevinske rige
I de tidligere år af sin regeringsperiode gjorde Henrik 2. krav på yderligere land og arbejdede for skabelsen af en ring af vasalstater som buffere, især omkring England og Normandiet. De mest åbenlyse områder at udvide, hvor store krav blev fremsat, var Skotland, Wales, Bretagne og som allieret snarere end et nyt domæne Flandern.  
Kong David 1. af Skotland havde draget fordel af Anarkiet og underlagt sig Cumberland, Westmorland og Northumberland . I Wales var vigtige ledere som Rhys ap Deheubarth og Owain Gwynedd vokset frem. I Bretagne var der ingen bevis for, at hertugen af Bretagne, nemlig Odo af Porhoet, havde anerkendt det normannernes overherredømme. To vigtige grænse slotte, Moulins-la-Marche og Bonmoulins, var aldrig blevet generobret af Godfred Plantagenet og var under Robert af Dreux' kontrol. Grev Didrik af Flandern havde sluttet sig til alliancen dannet af Ludvig 2. i 1153. Længere mod syd havde greven af Blois overtaget Amboise. Set fra Henrik 2.'s perspektiv var en løsning af disse territoriale anliggender nødvendig.
Kong Henrik 2. viste sig at være en fræk og dristig konge og ligeså aktiv og bevægelig. Krønikeskriveren Roger af Howden fortæller, at Henrik rejste gennem sine besiddelser så hurtigt, at Ludvig 7. engang havde udråbt, at "Kongen af England er nu i Irland, nu i England, nu i Normandiet, han ser mere ud til at flyve end at rejse til hest eller på skib." Henrik var ofte mere til stede i Frankrig end i England;

### Slotte og fæstninger i Frankrig
Henrik 2. købte Vernon og Neuf-Marché tilbage i 1154. Denne nye strategi regulerede nu forholdet mellem Huset Plantagenet og Huset Capet. Ludvig 7. havde ikke haft succes i sit forsøg på at nedbryde Henrik 2. På grund af den angevinske kontrol af England i 1154 var det meningsløst at gøre indsigelse over for de angevinske styrkers overordnede overlegenhed over de capetingernes styrker. Henrik 2. nægtede imidlertid at opgive sine krav på trods Ludvigs tilsyneladende ændrede af politik, indtil den normanniske region Vexin var hans igen. Thomas Becket, på det tidspunkt Englands kansler, blev sendt som ambassadør til Paris sommeren 1158 for at føre forhandlinger. Han fremviste al den rigdom, angevingerne havde, og ifølge Vilhelm FitzStefan, Beckets assistent, havde en franskmand udbrudt, "Hvis Englands kansler rejser i en sådan pragt, hvordan kan kongen så være?" Ludvig 7.s datter, Margrete, der stadig var en baby, blev forlovet med Henriks arving, hans ældste søn, Henrik den Unge Konge med det normanniske Vexin som medgift. Henrik 2. fik slottene Moulins-la-Marche og Bonmoulins tilbage. Theobald 5., greve af Blois gav Amboise tilbage til ham.

### Flandern
Forholdet mellem Didrik af Flandern, der havde deltaget i angrebene på Henrik 2. med Ludvig 7., og Henrik 2., som havde udvist alle flamske lejesoldater sin tronbestigelse, var i starten ikke hjerteligt. Imidlertid var uldhandelen mellem England og Flandern indbringende og betød, at greven og Henrik kom til at foretrække et hjerteligt forhold mellem sig. Dette forhold kulminerede, da greven udnævnte Henrik til værge for sin ældste søn, Filip, der var blevet udpeget som regent, så han uden bekymring kunne foretage en pilgrimsrejse til Jerusalem i 1157. I 1159 døde Vilhelm af Blois uden en arving, han var Stefan af Blois' sidste søn og efterlod titlerne af greve af Boulogne og greve af Mortain ledige. Henrik 2. overtog grevskabet Mortain, men ønskede at give Boulogne til Didriks anden søn, Matthæus, som giftede sig med Marie af Boulogne, Stefans datter. Med titlen som greve af Boulogne fulgte vigtige herresæder i London og Colchester.  
England handlede det meste af sin uld med Flandern via Boulognes havn. En alliance mellem disse to grevskaber blev derefter logisk forseglet ved dette bryllup og foræringen af herresæder. Henrik 2. måtte først hente Marie ud af hendes kloster, som havde været en almindelig praksis i England under normannerne. I 1163 viser de få officielle bevarede dokumenter at Henrik 2. og Didrik fornyede en traktat, der var blevet indgået mellem Henrik 1 af England, og Robert 2. af Flandern. Flandern ville give Henrik 2. riddere til gengæld for en årlig tribut i penge, kendt som en "pengelen" (money-fief).

### Bretagne
I Bretagne erklærede hertug Conan 3. sin søn Hoel en bastard og fratog ham hans arv på sit dødsleje i 1148. Det var hans søster Bertha, der blev hertuginde af Bretagne, hvilket gjorde hendes mand på det tidspunkt Ode til hertug af navn. Hoel måtte nøjes med at blive greve af Nantes . Bertha var enken efter Alan de Bretagne, som hun allerede havde en sønnen Conan med. Conan, der var blevet jarl af Richmond i 1148, var Henrik 2.s perfekte kandidat til at blive den næste hertug af Bretagne efter Bertha, da enhver hertug med betydelige besiddelser i England ville være lettere at kontrollere, da de direkte var en vasal til den engelske konge.
I 1156 blev Bretagne ramt af udbredt uro efter Berthas død, og den ophørte efter Conans magtovertagelse. I mellemtiden forsøgte befolkningen i Nantes at fordrive deres greve Hoel, og opfordrede Henrik 2. til at hjælpe. Godfred, Henriks bror, blev indsat som greve af Henrik, men døde i 1158. Conan 4. styrede derefter kort som greve, men Henrik overtog titlen samme år ved at mønstre en hær i Avranches for at true Conan. I 1160 blev Henriks kusine Margrete af Skotland gift med Conan. Henrik støttede derefter den bretonske uafhængighed i 1161, da han sikrede ærkebispesædet i Dol. Ærkebispesæde i Tours' jurisdiktion ville være rykket ind Bretagne, hvis ikke Henrik havde appelleret til Rom. Henrik udnævnte derefter ærkebiskoppen af Dol Roger du Hommet. Uden tradition for et stærkt styre i Bretagne voksede utilfredshed blandt adelige i årene efter, det kulminerede med en baronernes oprør, som Henrik 2. gjorde en ende på 1166. Han forlovede sin egen 7-årige søn Godfred med Conans datter Konstance og tvang senere Conan til at abdicere til fordel for sin kommende svigersøn, hvilket gjorde Henrik 2. til herskeren i Bretagne, men ikke hertugen. De bretonske adelsmænd var stærkt imod dette, og flere angreb i Bretagne fandt sted i de følgende år indtil 1173. Hver af disse invasioner blev efterfulgt af konfiskeringer, og Henrik 2. indsatte sine mænd, Vilhelm Fitzhamo og Rolland af Dinan, i området. Selvom det ikke formelt var en del af Plantagenet herredømmet, var Bretagne under deres sikre kontrol.

### Skotland
Henrik 2. mødte Malcolm 4. af Skotland i 1157 for at diskutereCumberland, Westmorland og Northumberland, der tidligere var blevet overtaget af hans bedstefar, David 1. af Skotland. I 1149, inden Henrik 2. var blevet magtfuld, aflagde han David en ed om, at landene nord for Newcastle for altid skulle tilhøre kongen af Skotland. Malcolm mindede ham om denne ed, men Henrik 2. overholdt den ikke. Der er ingen beviser for, at Henrik 2. fik en dispensation fra paven denne gang, som Vilhelm af Newburgh udtrykte det.  
Malcolm 4. gav op og gav sin hyldest til gengæld for Huntingdon, som han havde arvet efter sin far.
Vilhelm Løve, den næste konge af Skotland, var utilfreds med Henrik 2., da han havde fået Northumberland af David 1. i 1152 og mistede den derfor til Henrik 2., da Malcolm 4. gav det i 1157.
Som en del af koalitionen, oprettet af Ludvig 7., invaderede Vilhelm Løve Northumberland første gang i 1173 og derefter igen i 1174, og som resultat blev han taget til fange i nærheden af Alnwick og måtte underskrive den hårde Falaise-traktat. Engelske garnisoner skulle indsættes på slottene i Edinburgh, Roxburgh, Jedburgh og Berwick. Det sydlige Skotland var fra da under sikker kontrol, ligesom Bretagne var det. Richard 1. fra England gjorde en ende på Falaise-traktaten i bytte for penge til finansiering af sit eget korstog og lægge grundlaget for et hjerteligt forhold mellem de to konger.  

### Wales
Rhys ap Deheubarth, også kaldet Lord Rhys, og Owain Gwynedd var tilbageholdene over for forhandlinger. Henrik 2. måtte angribe Wales tre gange, i 1157, 1158 og 1163 for at få dem til at svare hans indkaldelse til hoffet. Waliserne fandt hans betingelser for hårde og de fleste gjorde oprør mod ham. Henrik foretog derefter en fjerde invasion i 1164, denne gang med en massiv hær. I henhold til den walisiske krønike Brut y Tywysogion rejste Henrik "en mægtig hær af plyndrende krigere fra England og Normandiet og Flandern og Anjou og Gascogne og Skotland" for at "bringe trældom og for at ødelægge alle briterne".
Dårligt vejr, regn, oversvømmelser og konstant chikane fra de walisiske hære bremsede den angevinske hær og forhindrede erobringen af Wales (se Slaget ved Crogen). En rasende Henrik 2. fik de walisiske gidsler lemlæstet. Wales ville forblive sikkert et stykke tid, men invasionen af Irland i 1171 pressede Henrik 2. til at gøre ende på spørgsmålet gennem forhandlinger med Lord Rhys.

### Irland
Der blev udtænkt yderligere planer for udvidelse, eftersom Henrik 2.s yngste bror ikke havde et len. Pavemagten ville sandsynligvis støtte et felttog i Irland, der ville bringe dets kirke ind under Roms kristne latinske verden. Henrik 2. fik Roms velsignelse i 1155 i form af en pavebulle, men måtte udsætte invasionen af Irland på grund af alle problemerne i sine domæner og omkring dem. I vilkårene for bullen Laudabiliter, "prisværdigt og indbringende vil deres deres herlighed påtænke at udvide deres ærefulde navn på Jorden."  
Henriks yngste bror Vilhelm døde i 1164 uden at blive indsat i Irland, men Henrik 2. opgav ikke erobringen Irlands. I 1167 blev Dermot af Leinster, en irsk konge, anerkendt som "prins af Leinster" af Henrik 2. og fik lov til at rekruttere soldater i England og Wales til anvendelse i Irland mod de andre konger. Ridderne mødte først stor succes med at opdele landområderne til dem selv i Irland, så meget at det bekymrede Henrik 2. nok til selv at lande i Irland i oktober 1171 nær Waterford, og over for sådan en magtdemonstration, valgte de fleste af de indfødte konger i Irland at anerkende ham som deres overherre. Selv Rory O' Connor, kongen af Connacht og Irlands overkonge hyldede Henrik 2. Henrik 2. indsatte nogle af sine mænd i fæstninger som Dublin og Leinster (idet Dermot var død). Han gav også ikke-erobrede kongeriger som Cork, Limerick og Ulster til sine mænd og overlod normannerne til at skabe deres landbesiddelser i Irland. I 1177 gjorde han Johan, hans yngste søn, til den første Herre over Irland, skønt Johan var for ung, og han ankom først til Irland i 1185. Det mislykkedes for ham at opstille sin autoritet i landet, og han måtte vende tilbage til Henrik 2. Først 25 år senere vendte Johan tilbage til Irland, mens andre byggede slotte og indsatte deres støtter.  

### Toulouse
Meget mindre logisk var kravet på Toulouse. Eleonoras forfædre havde hævdet det enorme Grevskab Toulouse, da det havde været den centrale magt i det gamle hertugdømme Aquitanien tilbage i Odo den Stores tid. Henrik 2. og måske endda også Eleonora var sandsynligvis overhovedet ikke beslægtet med denne gamle hertugslægt (Eleonora var af Huset Poitiers, mens Henrik 2. var en angeviner). Toulouse var en meget stor by, stærkt befæstet og meget rigere end mange af tidens byer. Den var af strategisk betydning, da den ligger mellem Atlanterhavet og Middelhavet. Grevskabet Toulouse var den største stat i Kongeriget Frankrig med sin lange kyst til selve Middelhavet og omfattede betydelige byer som Narbonne, Cahors, Albi, Nîmes og Carcassonne.  
Toulouse var dog ikke let bytte. Byen var utroligt stor og befæstet for en middelalderby. Og ikke mindst af alt var Raymond 5. gift med Ludvig 7.'s søster, og et angreb på Toulouse ville have truet fredspolitiken med kongen af Frankrig. Grevskabet Toulouse havde også mange stærkt befæstede områder som Carcassonne og dets fem "sønner": Queribus, Aguilar, Termes, Peyrepertuse og Puylaurens og mange flere slotte og befæstede byer.  
I juni 1159 samlede Henrik 2. sine styrker i Poitiers. De omfattede tropper fra alle hans len (fra Gascogne til England), såvel som forstærkninger sendt af Didrik af Flandern og Kong Malcolm 4. af Skotland. Selv en walisisk prins sluttede sig til striden. Denne hær var større end de fleste, bortset fra dem, der blev dannet til større korstog. Henrik 2. angreb fra nord, mens andre af hans allierede, nemlig Trencavel-slægten og Ramon Berenguer åbnede en anden front. Henrik 2. kunne ikke indtage Toulouse ordentligt, da hans overherre Kong Ludvig 7. af Frankrig, selv var en del af forsvaret, og han ønskede ikke at være et dårligt eksempel over for sine vasaller eller være nødt til at holde sin overherre fanget, og de tilbagevendende konflikter med Toulouse kom til at blive kaldet for Fyrreårskrigen med Toulouse af krønikeskriveren Vilhelm af Newburgh. Henrik 2. erobrede Cahors skønt såvel som forskellige slotte i Garonne-dalen (i Quercy-regionen), han vendte tilbage i 1161 og var derefter for travlt optaget med konflikter andetsteds i sine len, at han lod sine allierede kæmpe mod Toulouse. Alfonso 2., kongen af Aragonien, der selv havde interesser der, sluttede sig til krigen. I 1171 indgik Henrik 2. en alliance med Umberto 3. af Savoyen, og dermed tilføjedes endnu en fjende til Raymond 5. i hans alliance. I 1173 i Limoges gav Raymond endelig op efter over et årti med konstante kampe. Han hyldede Henrik 2., til hans søn Henrik den Unge Konge, og til hans anden søn Richard Løvehjerte, der var lige var blevet udnævnt til ny hertug af Aquitanien.

## Det Angevinske Rige på toppen
Angrebene på Toulouse gjorde det klart, at fred mellem Ludvig 2. og Henrik 2. overhovedet ikke var fred, men bare en mulighed for Henrik til at føre krig andre steder. Ludvig var i en akavet position: Hans vasal Henrik var stort set mere magtfuld, end han selv var, og Ludvig havde ingen mandlig arving. Konstance, hans anden hustru, døde i barselssengen i 1160, og Ludvig 7. erklærede, at han på ny ville gifte sig, på grund af det presserende behov for en mandlig arving, med Adèle af Champagne. Henrik 2.'s søn den Unge Henrik blev, to år gammel, endelig gift med Margrete efter pres fra Henrik 2., og som aftalt i 1158 overgik den normanniske region Vexin til ham som Margretes medgift. Hvis Ludvig 7. var død uden en mandlig arving, ville Henrik have været en stærk kandidat til den franske trone.  
I 1164 fandt Ludvig en farlig allieret i ærkebiskoppen af Canterbury Thomas Becket. Ludvig og Becket havde mødt hinanden tidligere i 1158, men nu var omstændighederne ændrede. Frankrig var allerede et tilflugtssted for et par gejstlige flygtninge, og Ludvig var kendt som Rex Christianisimus (den mest kristne konge), kaldet sådan af Johannes af Salisbury. Becket søgte tilflugt i Frankrig, og efter dette var der voksende spændinger mellem Henrik 2. og Becket. Henrik fremprovokerede endeligt Beckets mord i 1170 ved at udbryde, "Hvilke ynkelige driverter og forrædere har jeg næret og forfremmet i mit hushold, som har ladet deres herre blive behandlet med så skammelig foragt af en embedsmand af ringe herkomst!" Den kristne verden lagde skylden på Henrik, mens Ludvig høstede bred anerkendelse for sin beskyttelse af Becket. Ludvigs sekulære magt var meget svagere end Henriks, men Ludvig havde nu den moralske fordel.  
I 1165 blev forhåbningerne om Henrik 2.s søns fremtidige bestigelse af den franske trone knust, da Adèle fødte sønnen Filip. Efter dette sluttede den skrøbelige engelsk-franske fred. I 1167 marcherede Henrik 2. ind i Auvergne, og i 1170 angreb han også Bourges. Ludvig 7. svarede igen ved at angribe det normanniske Vexin og tvang Henrik 2. til at flytte sine tropper nordpå, og det gav Ludvig muligheden for at befri Bourges. På dette tidspunkt nævner John Gillingham i The Angevin Empire, at han mener, at Ludvig "må have spekuleret på, om der nogensinde ville være en ende på Henriks aggressive ekspansionistiske politik".
Henrik 2. behandlede ikke sine territorier som et sammenhængende rige, som udtrykket "Det Angevinske Rige" antydede, men som sine egne, særskilte besiddelser, som han planlagde at distribuere blandt sine børn. Henrik den Unge blev kronet til konge af England i 1170 (skønt han aldrig regerede), Richard blev hertug af Aquitanien i 1172, Godfred blev hertug af Bretagne i 1181, Johan blev Herre over Irland i 1185; Eleonora blev under felttoget i 1170 mod Toulouse forlovet med Alfons 2. af Kastilien med Gascogne som medgift. Denne opdeling af landene mellem sine børn gjorde det meget sværere for ham at kontrollere dem, da de nu kunne finansiere deres egne foretagender med deres godser og forsøge at underkende deres far i deres respektive domænder.  
Efter sin kroning i 1173 bad Henrik den Unge Konge om en del af sin arv, det vil sige England, Normandiet eller Anjou, men hans far nægtede. Den unge Henrik sluttede sig derefter til Ludvig ved det franske hof for sammen at vælte sin far, og hans mor Eleonora sluttede sig til det nye oprør mod Henrik 2. Både Richard og Godfred sluttede sig snart til deres bror. De fjender, som Henrik 2. tidligere havde gjort sig, sluttede sig til konflikten sammen med Ludvig, herunder Kong Vilhelm Løve af Skotland, grev Filip af Flandern, grev Matthæus af Boulogne og grev Theobald af Blois. Henrik 2. kom sejrrig ud af oprøret. Hans rigdom betød, at han kunne rekruttere et stort antal lejesoldater, og han havde tidligt taget sin hustru Eleonora til fange og fængslet hende Eleonora, og taget Vilhelm Løve til fange og tvunget ham til at acceptere Falaise-traktaten. Henrik købte Grevskabet Marche, og han hævdede derefter, at det franske Vexin og Bourges skulle gives tilbage med det samme. Denne gang var der imidlertid ingen invasion til at støtte kravet.  

### Richard 1. og Filip 2.
Ludvig 7. døde i 1180 og blev efterfulgt af sin 15-årige søn, kronet som Filip 2. Manden, der senere uden tvivl ville blive hans største rival, Richard, havde styret Aquitanien siden 1175, men hans centraliseringpolitik af det akvitanske styre var blevet upopulær i den østlige del af hertugdømmet, især regionerne Périgord og Limousin. Richard kunne endvidere ikke lide i Aquitanien på grund af hans tilsyneladende afvisning af Aquitaniens arvetraditioner, som det blev set ved begivenhederne i Angoulême i 1181. Hvis Richard dog var upopulær i Aquitanien, var Filip lige så forhadt af sine samtidige med kommentarer, der beskrev ham som: en snedig, manipulerende, beregnende, nærig og ugalant hersker.
I 1183 sluttede Henrik den Unge Konge sig til et oprør for at vælte den upopulære hertug Richard, ledet af viscounten af Limoges og Godfred af Lusignan, hvor Henrik ville overtage Richards plads. Med tilslutning fra Filip 2., grev Raymond 5. af Toulouse og hertug Hugo 3. af Burgund, døde Henrik pludselig af en dødelig sygdom i 1183, hvilket reddede Richards position.
Richard, nu Henrik 2.'s ældste overlevende søn, blev Henriks arving. Henrik beordrede ham til at overgive Aquitanien til hans bror Johan, men Richard nægtede. Henrik var optaget af walisiske fyrster, der bestred hans autoritet, og af Vilhelm Løve, der bad om, at hans slotte, som var blevet overgivet i Falaise-traktaten, skulle gives tilbage, og nu var Henrik den Unge Konge, død, og Filip ville have det normanniske Vexin tilbage. Henrik 2. besluttede i stedet at insistere på, at Richard formelt skulle overgive Aquitanien til sin mor, mens Richard ville beholde den reelle kontrol. Stadig i 1183 havde grev Raymond af Toulouse tilbageerobret Cahors, og derfor bad Henrik 2. Richard om at iværksætte et angreb for at genindtage byen. På det tidspunkt havde Godfred af Bretagne skændes voldsomt med Richard, og Filip planlagde at udnytte dette, men Godfreds død i 1186 i en ridderturnering ødelagde planen. Det næste år var Filip og Richard blevet tætte allierede.
I 1188 angreb Raymond igen, sammen med Lusignan-slægten, Richards vasaller. Det rygtedes, at Henrik selv havde finansieret oprørene. Da Filip havde angrebet Henrik i Normandiet og indtaget fæstninger i Berry, så mødtes de for at diskutere fred igen. Henrik nægtede at gøre Richard til sin arving, hvor en historie beretter, at Richard sagde "Nu skal jeg endelig tro, hvad jeg altid havde troet umuligt."
Henriks planer kollapsede. Richard hyldede Filip for de kontinentale lande, som hans far holdt, så angreb de Henrik sammen. Akvitanerne nægtede at hjælpe, mens bretonerne benyttede muligheden for også at angribe ham. Henriks fødested, Le Mans, blev erobret, og Tours faldt. Henrik blev omgivet i Chinon og blev tvunget til at overgive sig. Han gav en stor tribut af penge til Filip og svor, at alle hans undersåtter i Frankrig og England skulle anerkende Richard som deres herre. Henrik døde to dage senere, efter at have hørt at Johan, den eneste søn, der tidligere aldrig havde forrådt ham, havde sluttet sig til Richard og Filip. Han blev begravet i Fontevraud Abbediet.  
Eleonora, der havde været Henriks gidsel siden oprøret 1173-4, blev løsladt, mens Rhys ap Gruffydd, hersker over Deheubarth i Sydwales, begyndte at genindtage de dele af Wales, som Henrik havde annekteret. Richard blev kronet til Kong Richard 1. af England i Westminster Abbey i november 1189 og var allerede blevet indsat som hertug af Normandiet, greve af Anjou og hertug af Aquitanien. Richard krævede, at Filip skulle overgive Vexin, men så blev sagen afgjort, da Richard erklærede, at han ville gifte sig med Adéle, Filips søster. Richard anerkendte også Auvergne som værende Filips kongelige domæne og ikke som en del af hertugdømmet Aquitanien, som Henrik havde hævdet. De to "løvekonger", Vilhelm Løve, kongen af Skotland og Richard, indledte forhandlinger om at ophæve Falaise-traktaten, og der blev indgået en aftale.

### Det tredje korstog
Den næste prioritet for Richard 1. var Det tredje korstog. Det var blevet forsinket, siden Richard havde taget korset i 1187. Dette var imidlertid ikke kun en religiøs pilgrimsrejse. Hans oldefar Fulko havde været konge af Jerusalem og den nuværende prætendent til tronen, Guy af Lusignan var en adelsmand fra Poitou, der var beslægtet til mange af Richards vasaller, mens Guys hustru Sibylla var Richards grandkusine. Korstoget, bortset fra stridigheder i Frankrig, ville være den vigtigste årsag til Richards manglende tilstedeværelse i England. Han tilbragte mindre end seks måneder af sin regeringstid i England.
Før han tog afsted konsoliderede Richard sit styre over riget. Han mistænkte, at grev Raymond ville udvide hans lande ind i Aquitanien, så han allierede sig med Sancho 6., kongen af Navarra, ved at gifte sig med hans datter, Berengaria, for at imødegå truslen. De blev gift i 1191 i Limassol, Cypern og forstødte derved Adéle, Filips søster, men sagen var blevet afgjort tidligere i Messina. For at formilde Filip havde Richard givet ham 10.000 mark og indvilliget i, at hvis han fik to sønner, ville den yngste arve Normandiet, Aquitanien eller Anjou og regere det under Filip. Det styre, som Richard efterlod tilbage, fungerede betydeligt godt, da et angreb fra Raymond blev slået tilbage med hjælp fra Navarra.  
Beleiringen af Akko, der havde været den sidste tilbageværende kristne borg i Det hellige Land, blev afsluttet i juli, og Filip besluttede at vende tilbage til Frankrig. Det er uklart, om Filip vendte tilbage på grund af dysenteri, vrede mod Richard, eller fordi han troede, at han kunne overtage Grevskabet Artois efter Filip af Flanderns død, da han havde giftet sig med grevens datter. Mens han var tilbage i Frankrig, pralede Filip, at han 'ville ødelægge kongen af Englands lande', og i januar 1192 krævede han, at Normandiets seneschal, Willliam FitzRalph overgav Vexin, idet han hævdede, at den traktat, han havde underskrevet med Richard i Messina indeholdt Richards intention om, at da Vexin havde været Adéles medgift, og da Richard havde giftet sig med Berengaria, havde han ret til området. Selvom Filip truede med invasion, greb Eleonora af Aquitanien ind og standsede hendes søn Johan fra at love at overgive området. Filips adelige nægtede at angribe land tilhørende en fraværende korsfarer, dog fik Filip i stedet land i Artois. Filips tilbagevenden resulterede i, at slotte i hele riget var i "kampberedskab". Alliancen med Navarra hjalp igen, da Filip forsøgte at tilskynde til oprør i Aquitanien, men det mislykkedes.  
Kong Richard forlod Det Hellige Land et år senere end Filip i oktober 1192, og muligvis kunne han have holdt sit rige intakt, hvis han var nået til Frankrig kort efter. Imidlertid var Leopold 5., hertugen af Østrig, blevet fornærmet af Richard under korstoget, så han arresterede Richard nær Wien på hans rejse hjem. Richard var blevet tvunget til at gå gennem Østrig, da vejen gennem Provence blev blokeret af Raymond i Toulouse. Leopold beskyldte også Richard for at have sendt mordere for at myrde hans fætter Konrad og overdrog derefter Richard til sin overherre Kejser Henrik 6.
I januar 1193 blev Richards bror Johan kaldt til Paris, hvor han hyldede Filip for alle Richards lande og lovede at gifte sig med Adéle med Artois som hendes medgift. Til gengæld ville Vexin og Château de Gisors blive givet til Filip. Med hjælp fra Filip gik Johan gang med at invadere England og ansporede til oprør mod Richards justitiarer. Johan fejlede og det meget værre, da nyheden kom om, at Richard var i live, hvilket havde været uvist indtil dette tidspunkt. På Rigsdagen i Speyer blev Richard ført for retten, hvor han forsvarede sig med stor dygtighed.
Richard skulle frigives, efter at en aftale var blevet afsluttet i juni 1193. Mens diskussionerne havde fundet sted, havde Filip og Johan imidlertid skabt krig i tre forskellige områder af Det Angevinske Rige. I England, som Johan havde forsøgt at overtage ved hævde, at Richard aldrig ville vende tilbage. Justitiarerne slog ham og hans styrker tilbage til slottene Tickhill og Windsor, som blev belejret. Der blev indgået en aftale, der gjorde det muligt for Johan at beholde Tickhill og Nottingham, men returnere hans andre besiddelser. I Aquitanient, hvor Aymar af Angoulême hævdede, at han holdt sit grevskab direkte som en vassal til Filip, ikke som en vasal til hertugen af Aquitanien. Han angreb Poitou, men blev stoppet af de lokale embedsmænd og taget til fange. I Normandiet, havde Filip indtaget Gisors og Neaufles, og herrerne af Aumâle, Eu og andre mindre herrer herredømmer, såvel som greverne af Meulan og Perche havde overgivet sig til Filip. Filip havde ikke kunne indtage Rouen i april, men erobrede andre slotte. Gillingham sammenfatter og siger, at "april og maj 1193 var vidunderlige gode måneder for Filip".
Da Filip hørte om Richards aftale med Kejser Henrik, besluttede han at konsolidere sine vundne territorier ved at tvinge Richards regenter til at acceptere en traktat i Mantes i juli 1193. For det første fik Johan sine godser i både England og Frankrig tilbage. For det andet skulle grev Aymar frigives, og ingen akvitaniske vasaller skulle tiltales eller straffes. For det tredje skulle Richard give fire store slotte til Filip og betale omkostningerne for deres garnisoner, samt anden kompensation.
Det lykkedes ikke for Richard at blive forsonet med sin bror Johan, og så Johan rejste til Filip og accepterede en ny traktat i januar 1194, hvor han overgav hele Normandiet øst for Seinen undtagen Rouen og Tours og de andre slotte i Touraine til Filip, Vendôme til Ludvig af Blois, og Moulins og Bonsmoulins til grev Godfred af Perche. Grevskabet Angoulême skulle være uafhængigt af hertugdømmet Aquitanien. Det Angevinske Rige var ved at blive fuldstændigt splittet op af Johans handlinger. Filip fortsatte med at forhandle med Kejser Henrik, og kejseren lavede en ny aftale med Richard efter at være blevet tilbudt store summer af Filip og Johan. Richard ville overgive Kongeriget England til Henrik, som derefter ville give det tilbage som et len under Det tysk-romerske Rige. Richard var blevet en vasal til Henrik. Richard blev løsladt, og mens han stadig var i Tyskland, betalte han for hyldesten af ærkebiskopperne af Mainz og Köln, biskoppen af Liège, hertugen af Brabant, hertugen af Limburg, greven af Holland og andre mindre stormænd. Disse allierede var begyndelsen på en koalition mod Filip.
Selvom Filip havde fået tildelt mange normanniske territorier, var det kun på papiret. I februar erobrede han Évreux, Le Neubourg, Le Vaudreuil og andre byer. Han modtog også hyldest fra to af Richards vasaller, Godfred af Rancon og Bernard af Brosse. Filip og hans allierede kontrollerede nu alle havne i Flandern, Boulogne og det østlige Normandiet. Richard vendte omsider tilbage til England og landede i Sandwich, Kent den 13. marts 1194.

### Richard efter sit fangenskab
Richard var i en vanskelig position. Filip 2. havde overtaget store dele af hans kontinentale domæner og havde arvet Amiens og Artois. England var Richards mest sikre besiddelse. Hubert Walter, der havde været på korstog sammen med Richard, blev udnævnt til hans justitiarius. Richard belejrede det sidste slot, som stadig var tro over for Johan og ikke kapituleret: Nottingham Castle. Han mødtes derefter med Vilhelm Løve i april og afviste Vilhelm Løves tilbud om at købe Northumbria, som Vilhelm gjorde krav på.  Senere overtog han Johans Herredømme over Irland og erstattede hans justitiarius.
Richard 1. havde kun lige krydset Den Engelske Kanal for at kræve sine territorier tilbage, da Johan forrådte Filip 2. ved at myrde garnisonen i Évreux og overgive byen til Richard. "Han havde først forrådt sin far, derefter sin bror og nu vores konge" fortæller Vilhelm af Bretagne. Sancho den Stærke, den fremtidige konge af Navarra, sluttede sig til konflikten og angreb Aquitanien og erobrede Angoulème og Tours. Richard var selv berømt for at være en stor militærleder. Den første del af denne krig var vanskelig for Richard, der led flere tilbageslag, da Filip 2. var, som beskrevet af Johan Gillingham, "en dreven politiker og en kompetent soldat." Men i oktober forlod den nye greve af Toulouse, Raymond 6., den franske konges side og sluttede sig til Richards. Han blev fulgt af Balduin 4. af Flandern, den fremtidige latinske kejser, da denne kæmpede om Artois med Filip 2. I 1197 døde Henrik 6. og blev erstattet af Otto 4., Richard 1.'s egen nevø. Rainald af Dammartin, greven af Boulogne, og en dygtig hærfører, forlod også Filip 2's side. Balduin 4. invaderede Artois og indtog Saint-Omer, mens Richard 1. var på felttog i Berry og påførte Filip 2. et alvorligt nederlag i Gisors, tæt på Paris. En våbenhvile blev accepteret, og Richard 1. havde næsten genvundet hele Normandiet og havde nu flere territorier i Aquitanien, end han havde før. Richard 1. var nødt til at tage sig af endnu et oprør, men denne gang i Limousin. Han blev ramt af en pil i april 1199 i Châlus-Chabrol og døde af en efterfølgende infektion. Hans lig blev begravet i Fontevraud ligesom hans fars.  

## Det Angevinske Riges sammenbrud
Efter nyheden om kong Richard 1.'s død i 1199 forsøgte Johan at bemægtige sig det angevinske skatkammer i Chinon for at påtvinge sin kontrol over det angevinske styre. Den angevinske tradition gav imidlertid Johans nevø, hertug Arthur, søn af Godfred af Bretagne, et stærkere krav på Richards trone, og adelen fra Anjou, Maine og Touraine erklærede deres støtte til Arthur den 18. april 1199. Filip 2. af Frankrig havde erobret Évreux og det normanniske Vexin, og en bretonsk hær havde grebet Angers på dette tidspunkt. Le Mans nægtede at erklære troskab over for Johan, så han flygtede til Normandiet, hvor han blev indsat som hertug i Rouen den 25. april. Han vendte tilbage til Le Mans med en hær, hvor han straffede dens borgere og derefter rejste til England. England havde erklæret sin støtte til Johan takket være støtten fra William Marshal og ærkebiskop Hubert Walter af Canterbury. Han blev kronet den 27. maj i Westminster Abbey.  
På grund af støtten fra hans mor støttede Aquitanien og Poitou Johan og kun Anjou, Maine, Touraine og Bretagne forblev omstridte. I maj angreb Aimeri, viscount af Thouars, der var blevet valgt af Johan til at være hans seneschal i Anjou, Tours for at tage Arthur af Bretagne til fange. Det mislykkedes for Aimeri, og Johan blev tvunget til at vende tilbage til kontinentet for at sikre sit styre gennem en våbenhvile med Filip 2., efter at Filip havde iværksat angreb på Normandiet. Filip blev tvunget ind i våbenhvilen på grund af støtten til Johan fra femten franske grever og støtte fra greverne i Nedre Rhinen, såsom grev Balduin af Flandern, som han mødte i august 1199 i Rouen, og Balduin hyldede Johan. Fra en styrket position var Johan i stand til at gå i offensiven, og han vandt Vilhelm des Roches, Arthurs kandidat til den angevinske seneschal, over til sin side efter en hændelse med Filip. Vilhelm des Roches medbragte også hertug Arthur og hans mor Konstance som fanger til Le Mans den 22. september 1199, og arven syntes at være sikret til Johans fordel for Johan.
På trods af at det var lykkedes Arthur og Konstances at flygte med Aimeri af Thouars til Filip 2. og mange af Richards tidligere allierede i Frankrig, herunder greverne af Flandern, Blois og Perche, rejste til Det hellige land, var Johan i stand til at indgå fred med Filip, der sikrede hans bestigelse af sin broders trone. Johan mødtes med Filip og underskrev Le Goulet-traktaten i maj 1200, hvor Filip accepterede Johans arv til Det Angevinske Rige, og at Arthur blev hans vasal, mens Johan blev tvunget til at bryde sine tyske alliancer, acceptere Filips vundne territorier i Normandiet og afstå land i Auvergne og Berry. Johan skulle også acceptere Filip som sin overherre og betale Filip 20.000 mark. Som W.L. Warren bemærker, begyndte denne traktat den franske konges praktiske dominans over Frankrig, og herskeren over Det Angevinske Rige var ikke længere den dominerende adelsmand i Frankrig. I juni 1200 besøgte Johan Anjou, Maine og Touraine og tog gidsler fra dem, han ikke stolte på, og besøgte Aquitanien, hvor han modtog hyldest fra sin mors vasaller og vendte tilbage til Poitiers i august.

### Lusignan-oprøret og den engelsk-franske krig
Efter annulleringen af Johans første ægteskab med Isabella af Gloucester giftede Johan sig med Isabella, datteren og arvingen af grev Aymar af Angoulême, den 24. august 1200. Angoulême havde en vigtig strategisk betydning, og ægteskabet havde "meget god politisk mening" ifølge Warren. Isabella var imidlertid forlovet med Hugo af Lusignan, og Johans behandling af Hugo efter ægteskabet, inklusive overtagelsen af La Marche, førte til, at Hugo appellerede til Filip 2 om hjælp. Filip indkaldte Johan til sit hof, og Johans afslag resulterede i konfiskeringen af Johans kontinentale besiddelser eksklusive Normandiet i april 1202 og Filip accepterede Arthurs hyldest for landene i juli. Filip angreb Normandiet og nåede så langt som til Arques i maj og indtog et antal slotte.
Johan skyndte sig efter at have fået en besked fra sin mor Eleonora fra Le Mans til Mirebeau og angreb byen 1. august 1202 sammen med William des Roches. Williamlovede at lede angrebet på betingelse af, at han blev hørt om Arthurs fremtidige skæbne og indtog med succes byen og tog over 200 riddere, inklusive tre fra Lusignan-slægten til fange. Johan tog også Arthur til fange, men stødte William fra sig, da han undlod at konsultere ham om Arthurs fremtid, og det fik ham til at forlade Johan sammen med Aimeri af Thouars og belejre Angers. Under Hubert de Burghs kontrol i Falaise forsvandt Arthur, og Johan blev anset som ansvarlig for hans mord. Det Angevinske Rige var under angreb i alle områder, og det følgende år, 1203, blev beskrevet som "et år af skam" af Warren. I december 1203 forlod Johan Normandiet aldrig for at vende tilbage igen, og den 24. juni 1204 kapitulerede Normandiet med Rouens overgivelse. Tours, Chinon og Loches var faldet i løbet af 1205.
Om natten den 31. marts 1204 døde Johans mor, Eleonora af Aquitanien, og det forårsagede et stormløb af "det meste af Poitou ... for at hylde kongen af Frankrig". Kong Alfons af Kastilien invaderede Gascogne på grundlag af sin hustru, Johans søster Eleonoras, krav. Da Johan vendte tilbage til kontinentet i juni 1206, var det kun modstanden, som blev ledet af Hélie de Malemort, ærkebiskoppen af Bordeaux, der havde forhindret Alfons' succes. Ved afslutningen af Johans ekspedition den 26. oktober 1206 var det meste af Aquitanien sikkert. Der blev indgået våbenhvile mellem Johan og Filip, der skulle vare i to år. Det Angevinske Rige var blevet reduceret til England, Gascogne, Irland og dele af Poitou, og Johan ville ikke vende tilbage til sine kontinentale besiddelser i otte år.

### Tilbagevenden til Frankrig
I slutningen af 1212 forberedte Filip 2. en invasion af England. Filip ønskede at krone sin søn Ludvig som konge af England, og på et rådsmøde i Soissons i april 1213 udarbejdede han et muligt forhold mellem det fremtidige Frankrig og England. Den 30. maj lykkedes det William Longespée, at knuse den franske invasionflåde i Slaget ved Damme og forhindre en fransk invasion. I februar 1214 landede Johan i La Rochelle efter at have skabt en alliance ledet af den tysk-romerske kejser Otto 4. Målet var, at jarlen af Salisbury og Johans tyske allierede skulle angribe Filip fra nord, mens Johan angreb fra syd.
I juni 1214 fik Johan støtte fra husene Lusignan, Mauléon og Thouars, men da Johan gik ind i Anjou og erobrede Angers den 17. juni, tvang hans allierede fra Poitous desertering ham på tilbagetog tilbage til La Rochelle. Den 27. juli led Johans tyske allierede nederlag i Slaget ved Bouvines, hvor mange blev taget til fange, herunder jarlen af Salisbury. Den 18. september indgik Johan og Filip en våbenhvile, der skulle vare indtil Påsken 1220. I oktober 1214 vendte Johan tilbage til England.

### Capetingernes invasion af England
Efter aftalen ved Runnymede i juni 1215 mente de oprørske engelske baroner, at Johan ikke ville overholde betingelserne i Magna Carta og tilbød den engelske krone til Filips søn, Ludvig. Ludvig accepterede, og gik i land i Kent den 21. maj 1216 med 1.200 riddere. Ludvig indtog Rochester, London og Winchester, mens Johan blev forladt af flere adelige, herunder jarlen af Salisbury. I august forblev kun Dover, Lincoln og Windsor loyale over for Johan i øst, og Alexander 2. af Skotland var rejst til Canterbury for at hylde Ludvig.
I september 1216 begyndte Johan sit angreb, marcherede fra Cotswolds, foregav en offensiv for at aflaste det belejrede Windsor Castle og angreb mod øst omkring London til Cambridge at adskille de oprørsholdte områder i Lincolnshire og East Anglia. I King's Lynn blev Johan ramt af dysenteri. Den 18. oktober 1216 døde Johan.
Ludvig blev besejret to gange efter Johans død i 1217, i Lincoln i maj og i Sandwich i august, hvilket resulterede i at han opgav sit krav til tronen og England i Lambeth-traktaten i september.

## Kulturel indflydelse
Den hypotetiske fortsættelse og udvidelse af Det Angevinske Rige har gennem flere århundreder været genstand for flere fortællinger af Kontrafaktisk historie. Historisk set har både engelske og franske historikere set sidestillingen af England og fransk land under angevinsk kontrol som noget af en afvigelse og en krænkelse af den nationale identitet. For engelske historikere var landene i Frankrig en belastning, mens franske historikere betragtede unionen som et engelsk imperium.
Den herskende klasse i Det Angevinske Rige talte oldfransk sprog.
Det 12. århundrede var også den gotiske arkitekturs århundrede med, først kendt som opus francigenum, med Abbed Sugers Klosterkirke Saint Denis i 1140. Den tidlige engelske gotiske arkitektur begyndte omkring 1180 eller 1190, under Det Angevinske Rige, men denne religiøse arkitektur var fuldstændig uafhængig af Det Angevinske Rige, den blev bare skabt på samme tidspunkt og spredtes på det tidspunkt i England. En af de stærkeste indflydelser på arkitektur, der er direkte forbundet med Plantagenets, er rettet på køkkener.
Richard 1.'s personlige våbenskjold fra tre gyldne løver passant guardant på et rødt felt optræder i det meste af det efterfølgende engelske kongelige heraldik, og i variationer på flagene fra både i Normandiet og Aquitanien.
Fra et politisk synspunkt fik de kontinentale sager mere opmærksomhed fra monarkerne af England end de britiske havde fået allerede under normannernes styre. Under det angevinske herredømme blev det endnu mere tydelige, da kampen om magtbalancen var meget mere dramatisk i Frankrig, og de angevinske konger tilbragte ofte mere tid i Frankrig end England. Med tabet af Normandiet og Anjou blev riget delt i to, og derefter kan efterkommere af Huset Plantagenet betragtes som engelske konger, der besad Gascogne som deres domæne. Dette stemmer overens med, at det nyoprettede Herredømme over Aquitanien (Lordship of Aquitaine) blev overdraget til Edvard, den Sorte Prins, hvorefter det overgik til Huset Lancaster, der gjorde krav på kronen i Kastilien, ligesom Edvard 3. havde til Frankrig. Det var denne magtpåstand fra England til Frankrig og fra Aquitanien til Kastilien, som markerede forskellen til tidligere i den angevinske tid.